# Montreuil-la-Motte
Montreuil-la-Motte est une ancienne commune française du département de l'Orne et la région Normandie, fusionnée avec La Cambe en 1858.

## Histoire
En 1858, Montreuil-la-Motte (208 habitants en 1851) absorbe La Cambe (172 habitants) au sud-est de son territoire.

## Administration
| Période | Période | Identité | Étiquette | Qualité |
| ------- | ------- | -------- | --------- | ------- |
|         |         |          |           |         |

## Démographie
| 1793 | 1800 | 1806 | 1821 |
| ---- | ---- | ---- | ---- |
| 253  | 245  | 248  | 239  |

| 1836 | 1841 | 1846 | 1851 |
| ---- | ---- | ---- | ---- |
| 215  | 214  | 244  | 208  |

## Lieux et monuments
- Église Saint-Aubin, des XVe et XVIIe siècles.
- Château de Beauvais, du XVIe siècle.